# HD 142
HD 142는 봉황자리에 있는, 겉보기 등급 +5.7의 항성이다. 이 별의 고유 운동량은 큰 편이어서 1년 동안 575.21 밀리초각을 이동한다. 분광형은 G1IV로 태양과 비슷한 표면 온도를 갖지만, 중심핵의 수소를 거의 다 태우고 주계열 과정을 떠나기 시작한 상태로 보인다.

### 행성 HD 142 b
HD 142 b는 어머니 항성에서 약 1 천문단위 떨어진 곳을 공전하고 있는 가스 행성이다. 어머니 항성의 밝기를 고려할 때, 이 행성은 생명체 거주가능 영역 내에 있다. 2001년 10월 15일 발견했으며, 발견 방법에는 시선 속도법이 응용되었다.

## 참고 문헌
- Tinney;  외. (2002). “Two Extrasolar Planets from the Anglo-Australian Planet Search”. 《The Astrophysical Journal》 571 (1): 528 – 531. doi:10.1086/339916.[깨진 링크(과거 내용 찾기)]
- Butler;  외. (2006). “Catalog of Nearby Exoplanets”. 《Astrophysical Journal》 646 (1): 505 – 522. doi:10.1086/504701.[깨진 링크(과거 내용 찾기)] (웹 인쇄용)